# إليزابيث غاريت
إليزابيث غاريت (بالإنجليزية: Elizabeth Garrett) هي عالمة قانونية أمريكية، ولدت في 30 يونيو 1963 في أوكلاهوما سيتي في الولايات المتحدة، وتوفيت في 6 مارس 2016 في نيويورك في الولايات المتحدة بسبب سرطان القولون.